# Magic Circle Festival Volume I
Magic Circle Festival Volume I — двойной DVD, содержащий записи концертных выступлений на первом фестивале Magic Circle Festival, организованном американской хеви-метал-группой Manowar в июле 2007 года. Первый диск содержит записи с фестиваля, а на втором представлен материал, отснятый на Kaliakra Rock Fest в болгарском городе Каварна.

## История выпуска
30 июня 2007 года Manowar выступили в качестве хедлайнеров третьего дня болгарского фестиваля Kaliakra Rock Fest, трёхчасовое выступление которых собрало 25 тысяч зрителей. Спустя неделю, 6 и 7 июля, группа отыграла на собственном фестивале Magic Circle Festival. В середине июля музыканты объявили, что в том же году планирует выпустить концертный DVD с записью выступления. В октябре стали известны подробности нового видео, в котором, помимо Manowar, будут включены выступления Saidian, Imperia, Mob Rules, Lion's Share, David Shankle Group, Heavenly, Messiah's Kiss, HolyHell и Stormwarrior, а также различные бонусные материалы с интервью музыкантов и организаторов фестиваля. 17 октября в Гамбурге состоялся бесплатный показ грядущего DVD, а 23 октября было объявлено, что звукозаписывающая компания Manowar Magic Circle Music подписала контракт с Universal Pictures, которая и займётся распространением релиза, и для которой это будет первым выпуском музыкальным DVD. 22 ноября состоялся выход Magic Circle Festival Volume I, в честь чего 22 и 23 числа Manowar организовали в Гамбурге бесплатные презентации нового диска.

## Отзывы критиков
Александр Кордас в своей рецензии для немецкого сайта Laut.de негативно отозвался о данном DVD. В первую очередь он посчитал проведение Magic Circle Festival и выпуск видео выкачкой денег из фанатов Manowar, так как они представляют собой ничем не примечательное зрелище. Он сильно раскритиковал выступления разогревающих команд, в особенности Heavenly и Imperia. Единственным положительным моментом, по его мнению, являются выступления самих Manowar, в которых ему не к чему было придраться. По итогу Кордас оценил DVD на 2 балла из 5 возможных, предположив, что нас будет ожидать ещё одиннадцать подобных DVD.

## Содержание
| DVD I Magic Circle Festival, Bad Arolsen — Germany 1. Introduction 2. Heavenly 1. «Liberty» 2. «Virus» 3. Imperia 1. «Mirror» 2. «Raped By The Devil» 4. Saidian 1. «Burn Down The Night» 2. «Power And Glory» 5. Lion's Share 1. «Soultaker» 2. «The Edge Of The Razor» 6. Mob Rules 1. «Unholy War» 2. «Ashes To Ashes» 7. David Shankle Group 1. «Asylum God» 2. «Bleeding Hell» 8. Messiah's Kiss 1. «Blood, Sweat And Tears» 2. «Babylon» 9. Stormwarrior 1. «Iron Prayers» 2. «Ride The Sky» (вместе с Каем Хансеном) 10. HolyHell 1. «Phantom Of The Opera» 2. «Rising Force» 3. «Last Vison» 4. «Apocalypse» 11. Manowar 1. «Manowar» 2. «Brothers Of Metal» 3. «Holy War» 4. «March For Revenge» 5. «Secret Of Steel» 6. «Kill With Power» 7. «Hertz Aus Stahl» 8. «Army Of The Immortals» 9. «Gates Of Valhalla» 10. «Son Of William’s Tale» 11. «Black Wind, Fire And Steel» 12. «Gods Of War» 13. «Hymn Of The Immortal Warriors» 14. «The Crown And The Ring» | DVD II Kaliakra Rock Fest, Kavarna — Bulgaria 1. Introduction 2. Metal On The Black Sea 3. Sixth Sense 1. «Red Rage» 2. «Blind» 3. «Time» 4. «Wire» 5. «Magic Circle Guitar Gift» 4. HolyHell 1. «Eclipse» 2. «Wings Of Destiny» 5. Manowar 1. «Call To Arms» 2. «Sun Of Death» 3. «Screams Of Blood» 4. «Each Dawn I Die» 5. «Fighting The World» 6. «Blood Of My Enemies» 7. «Kings Of Metal» 8. «Die For Metal» 9. «Thor (The Powerhead)» 10. «Metal Warriors» 11. «Mila Rodino» 12. «Hail And Kill» |

Бонусные видео
- Fighting For The Fans
- The Making Of The Magic Circle Festival Bad Arolsen — Germany
- Bad Arolsen — Friday Night Speech
- Bad Arolsen — Saturday Night Speech
- Bulgarian Speeches
- Black Situation — Hot Summer
- Mordeen — New End
- Extra Bits — Additional Interviews With Bands And Crew Members